# ویلبام جاکوبززون کوستر
ویلبام جاکوبززون کوستر (انگلیسی: Willem Jacobszoon Coster; unknown date, ح. 1590 – ۲۱ اوت ۱۶۴۰) فرمانداران سیلان هلند , سیاست‌مدار اهل جمهوری هلند بود.